# Бугдаев, Курбан Шахбанович
Курбан Шахбанович Бугдаев (род. 23 июня 1980, Махачкала) —  российский тхэквондист и тренер, чемпион и призёр чемпионатов России. Тренер сборной Туниса.

## Спортивная карьера
Является двукратным чемпионом России, чемпионом мира среди студентов. После завершения спортивной карьеры работал тренером, в 52 школе Махачкалы он был наставником будущего Олимпийского чемпиона Абдурахима Исаева. Также работал тренером в РСДЮШОР в Махачкале и тренером в ДЮСШ имени Али Алиева. Является личным тренером двукратного призёра чемпионатов России Хаджимурада Эчилова. С 2019 года работает тренером сборной Туниса. На Олимпийских играх в Токио воспитанник Бугдаева Мохамед Халиль Жендуби стал серебряным призёром.

## Личная жизнь
В 1997 году окончил лицей при Дагестанского государственного университета. В 2002 году с отличием окончил исторический факультет ДГУ. Брат Бугдай: также профессиональный тхэквондист и тренер.

## Достижения
- Чемпионат мира среди студентов 1998 — ;
- Чемпионат России по тхэквондо 2000 — ;
- Чемпионат России по тхэквондо 2001 — ;
- Чемпионат России по тхэквондо 2002 — ;
- Чемпионат России по тхэквондо 2004 — ;
- Чемпионат России по тхэквондо 2006 — ;